# C15H11N3O3
化学式C15H11N3O3（摩尔质量：281.27 g/mol）可以指：
- 硝西泮，CAS号：146-22-5
- 3-[(4-硝基苯基)氨基]-1H-吲哚-2-甲醛，CAS号：167954-14-5

|  | 这个同类索引页列出了具有相同分子式的化学物（即同分異構體）条目。 除非您是有意链接至本页，否则应将相应条目的内部链接指向正确的条目。 |